# Бюст Александра Матросова
Бюст Александра Матросова — скульптурное произведение, посвящённое Герою Советского Союза Александру Матросову, установленное на бульваре Матросова в городе Салавате.

## История
27 февраля 1943 года на участке Калининского фронта у деревни Чернушки, близ города Великие Луки, рядовой А.Матросов, пробравшись к дзоту, закрыл своим телом вражескую амбразуру, обеспечив успешное наступление. Указом Президиума Верховного Совета СССР от 19 июля 1943 года гвардии рядовому А.Матросову посмертно присвоено звание Героя Советского Союза.
Обком Партии и Совнарком Башкирской АССР приняли совместное постановление об увековечении памяти Героя Советского Союза А.Матросова. В 1961 г. Салаватским горкомом партии было принято решение установить бронзовый бюст герою-комсомольцу А.Матросову.
Памятник Александру Матросову в Салавате был открыт в 1961 году. Скульптор: Эйдлин Л. Ю. Авторы проекта реконструкции — Котова Т. А. и Сенникова Л. Н.
В 2009 году были проведены ремонт памятника и благоустройство окружающей территории.

## Композиция
Бетонный постамент памятника облицован гранитными плитами, а ступени вокруг памятника выполнены из гранита серовато-зелёного цвета.
Территория вокруг памятника благоустроена цветниками, скамеечками, светильниками. Высажены ели.